# التاویلا سایلنتینا
التاویلا سایلنتینا (به ایتالیایی: Altavilla Silentina) یک سکونتگاه مسکونی در ایتالیا است که در استان سالرنو واقع شده‌است.

## خصوصیات
التاویلا سایلنتینا ۵۲ کیلومترمربع مساحت و ۷٬۰۱۰ نفر جمعیت دارد و ۲۷۵ متر بالاتر از سطح دریا واقع شده‌است.